# Districtul Huai Khot
Huai Khot (în thailandeză ห้วยคด) este un district (Amphoe) din provincia Uthai Thani, Thailanda, cu o populație de 19.547 de locuitori și o suprafață de 424,17 km².

## Componență
Districtul este subdivizat în 3 subdistricte (tambon), care sunt subdivizate în 31 de sate (muban).
| Nr. | Nume        | În thailandeză | Sate | Locuitori |  |
| --- | ----------- | -------------- | ---- | --------- |  |
| 1.  | Suk Ruethai | สุขฤทัย          | 13   | 6,564     |  |
| 2.  | Thong Lang  | ทองหลาง        | 8    | 7,043     |  |
| 3.  | Huai Khot   | ห้วยคต          | 10   | 5,940     |  |